# Daniel Kilgore
Daniel Kilgore (Kingsport, 18 dicembre 1987) è un giocatore di football americano statunitense che milita nel ruolo di offensive guard per i Kansas City Chiefs della National Football League (NFL).

## Carriera

### San Francisco 49ers
Kilgore fu scelto nel corso del quinto giro (163º assoluto) del Draft NFL 2011 dai San Francisco 49ers. Nella sua stagione da rookie disputò una sola partita. Nella stagione successiva disputò tutte le 16 partite (nessuna come titolare), arrivando coi 49ers a disputare il Super Bowl XLVII in cui furono sconfitti dai Baltimore Ravens. Anche nel 2013 disputò tutte le 16 partite ma mai come titolare.

### Miami Dolphins
Il 15 marzo 2018, Kilgore fu scambiato con i Miami Dolphins per una scelta degli ultimi giri del Draft NFL 2018.

### Kansas City Chiefs
Il 27 agosto 2020 Kilgore firmò con i Kansas City Chiefs.

## Palmarès
- National Football Conference Championship: 1

San Francisco 49ers: 2012
- American Football Conference Championship: 1

Kansas City Chiefs: 2020